# Борисівка (Кропивницький район)
Борисі́вка — село в Україні, у Кетрисанівській сільській громаді Кропивницького району Кіровоградської області. Населення становить 3 осіб.
Уродженцем села є Герой України, захисник Майдану Чміленко Віктор Іванович.

## Історія
Село належало до Бобринецького району до його ліквідації 17 липня 2020 року.

## Населення
Згідно з переписом УРСР 1989 року чисельність наявного населення села становила 2 особи, з яких 1 чоловік та 1 жінка.
За переписом населення України 2001 року в селі мешкали 3 особи. 100 % населення вказало своєю рідною мовою українську мову.